# Ébano (San Luis Potosí)
Ébano es una localidad del estado mexicano de San Luis Potosí, cabecera del municipio homónimo.

## Geografía
Ébano se encuentra en la ubicación 22°12′48″N 98°22′52″O / 22.21333, -98.38111, a una altura aproximada de 50 m s. n. m.

La zona urbana ocupa una superficie de 11.10 km².

## Demografía
Según los datos registrados en el censo de 2020, la población de Ébano es de 24 454 habitantes, lo que representa un crecimiento promedio de 0.07% anual en el período 2010-2020 sobre la base de los 24 296 habitantes registrados en el censo anterior. Al año 2020 la densidad poblacional era de 2202 hab/km².
| Gráfica de evolución demográfica de Ébano entre 2000 y 2020       |
|                                                                   |
| Fuente: Instituto Nacional de Estadística Geografía e Informática |

En 2020 el 48.1% de la población (11 763 personas) eran hombres y el 51.9% (12 691 personas) eran mujeres. El 63.5% de la población, (15 537 personas), tenía edades comprendidas entre los 15 y los 64 años.
La población de Ébano está mayoritariamente alfabetizada, (3.45% de personas mayores de 15 años analfabetas, según relevamiento del año 2020), con un grado de escolaridad en torno a los 9 años. Solo el 1.98% de la población se reconoce como indígena. 

El 89.8% de los habitantes de Ébano profesa la religión católica.
En el año 2010 estaba clasificada como una localidad de grado muy bajo de vulnerabilidad social. Según el relevamiento realizado, 7589 personas de 15 años o más no habían completado la educación básica, —carencia conocida como rezago educativo—, y 6053 personas no disponían de acceso a la salud.